# Poinville
Poinville é uma comuna francesa na região administrativa do Centro, no departamento Eure-et-Loir. Estende-se por uma área de 8,33 km². Em 2010 a comuna tinha 154 habitantes (densidade: 18,5 hab./km²).